# Amy Cure
Amy Louise Cure (ur. 31 grudnia 1992 w Penguin) – australijska kolarka torowa i szosowa, wielokrotna medalistka torowych mistrzostw świata.

## Kariera
Pierwsze sukcesy w karierze Amy Cure osiągnęła w 2009 roku, kiedy na torowych mistrzostwach świata juniorów zdobyła złoty medal w scratchu i srebrny w indywidualnym wyścigu na dochodzenie. Na rozgrywanych rok później szosowych mistrzostwach świata juniorów zajęła trzecie miejsce w indywidualnej jeździe na czas. Pierwsze sukcesy wśród seniorek osiągnęła podczas torowych mistrzostw świata w Mińsku w 2013 roku. Wspólnie z Melissą Hoskins i Annette Edmondson zdobyła srebrny medal w drużynowym wyścigu na dochodzenie. Na tej samej imprezie indywidualnie także była druga, ulegając jedynie Amerykance
Sarze Hammer. W tej ostatniej konkurencji zajmowała ponadto czwartą pozycję na mistrzostwach świata w Apeldoorn (2011) i mistrzostwach świata w Melbourne (2012). Kolejne trzy medale zdobyła na mistrzostwach świata w Cali w 2014 roku. Wspólnie z Annette Edmondson, Melissą Hoskins i Isabellą King zdobyła brązowy medal w drużynowym wyścigu na dochodzenie. Trzecie miejsce zajęła także w wyścigu indywidualnym, przegrywając tylko z Sarą Hammer i Brytyjką Laurą Trott, a w wyścigu punktowym była najlepsza.